# Písařov
Písařov (deutsch Schreibendorf) ist ein Dorf mit 726 Einwohnern in Tschechien. Es liegt etwa 15 km westlich von Šumperk. Das Dorf gehört dem Okres Šumperk an.

## Geographie
Der niedrigste Punkt des Dorfes liegt etwa 500 Meter ü. M., der höchste Punkt bei etwa 700 Meter ü. M., diese Stelle wird Zašív genannt.

## Geschichte
Písařov lag in der Vergangenheit an der Sprachgrenze. Im Jahr 1929 befanden sich hier 296 Häuser mit insgesamt 1.620 Einwohnern. Davon galten 261 als Deutsche und 1.348 als Tschechen. Der erste urkundliche Nachweis des Dorfes stammt aus dem Jahr 1278. Im Jahr 1938 wurde das Dorf als Folge des Münchner Abkommens mit dem gesamten Sudetengebiet in das Dritte Reich eingegliedert. Nach dem Zweiten Weltkrieg wurde die deutschsprachige Bevölkerung nach Deutschland ausgesiedelt.
Am 3. Juli 2006 gab es 710 Einwohner. In der Land- und Forstwirtschaft können nur wenige Leute beschäftigt werden. Und die früher blühende Produktion von Bürsten bringt nicht mehr besonders viel Arbeitsplätze. Deshalb arbeiten viele Bürger von Písařov in umliegenden Städten. Písařov gilt als Erholungsort und es gibt dort viele Wochenendhäuser.

## Kultur
Das Dorf ist berühmt durch seine Schmuggler. Diese Schmuggler haben in der Vergangenheit Zuckerprodukte nach Deutschland geschmuggelt. Daher entstand das Sprichwort Die Welt geht unter, sobald alle Bürger von Písařov zu Hause sind, weil sie ständig schmuggeln und sie ständig unterwegs sind. Die Bürger von Písařov sprechen eine Mundart, die leicht von der tschechischen Hochsprache abweicht.

## Gemeindegliederung
Zum Dorf gehört seit 1919 der Ortsteil Bukovice (deutsch Bukowitz).